# Harley's Humongous Adventure
Harley's Humongous Adventure, i Japan känt som Kagakusha Harley no Haran Banjou (化学者ハリーの波乱万丈? "Chemist Harley's Stormy Life"), är ett plattformsspel utgivet 1993 till SNES.

## Handling
När den unge vetenskapsmannen Harley arbetar med en förminskningsstråle går något snett. Maskinen exploderar, och strålen träffar Harley, som krymper till en insekts storlek. Han måste nu genomsöka sin bostad och hitta alla delarna, innan han kan sätta ihop maskinen och bli vanlig igen.

### Fotnoter
1. ↑  ”Harley's Humongous Adventure” (på engelska). Mobygames. 11 mars 1993. http://www.mobygames.com/game/harleys-humongous-adventure. Läst 16 maj 2014.